# Rørdal Sogn
Rørdal Sogn er et sogn i Aalborg Østre Provsti (Aalborg Stift).
I 1929 blev Rørdal Kirke opført, og Rørdal blev et kirkedistrikt i Nørre Tranders Sogn, som havde hørt til Fleskum Herred i Ålborg Amt. I 1950 blev Nørre Tranders sognekommune inkl. Rørdal indlemmet i Aalborg købstad, som ved kommunalreformen i 1970 blev kernen i Aalborg Kommune. Da kirkedistrikterne blev ophævet 1. oktober 2010, blev Rørdal Kirkedistrikt udskilt fra Nørre Tranders Sogn som det selvstændige Rørdal Sogn.
Stednavne, se Nørre Tranders Sogn.